# 乔恩·克莱因伯格
乔恩·克莱因伯格（英語：Jon Kleinberg，1971年10月—）是美国计算机科学家，康奈尔大学计算机科学教授，2006年获得国际数学联盟颁发的内万林纳奖。学生昵称他为“反叛王”（rebel King, Kleinberg的同字母异序词）。
克莱因伯格以解决重要而且实际的问题并能够从中发现深刻的数学思想而著称。他的研究跨越了从计算机网络由到到生物结构比对等诸多领域。他最为人称道的成就是“小世界理论”和万维网搜索算法。他设计了HITS算法，该算法的相关研究工作启发了Google的PageRank算法的诞生。
克莱因伯格在1971年10月出生於波士頓，1993年本科毕业于康奈尔大学，1996年在麻省理工学院获得博士学位，论文题目为“Approximation Algorithms for Disjoint Paths Problems”，导师Michel Goemans。1995年－1997年在IBM研究院做研究。目前的研究兴趣是网络与信息组合结构的数学分析与建模。
他与愛娃·塔多斯合著的算法教材《Algorithm Design》（Addison-Wesley出版，清华大学出版社出版了影印版《算法设计》）获得了很高评价。此外，他发表的许多论文引用數眾多，影响深遠。